# Благородоваць
45°33′ пн. ш. 17°02′ сх. д. / 45.55° пн. ш. 17.03° сх. д.
Благородоваць (хорв. Blagorodovac) — населений пункт у Хорватії, у Б'єловарсько-Білогорській жупанії у складі громади Дежановаць.

## Населення
Населення за даними перепису 2011 року становило 229 осіб.
Динаміка чисельності населення поселення: